# Vressel

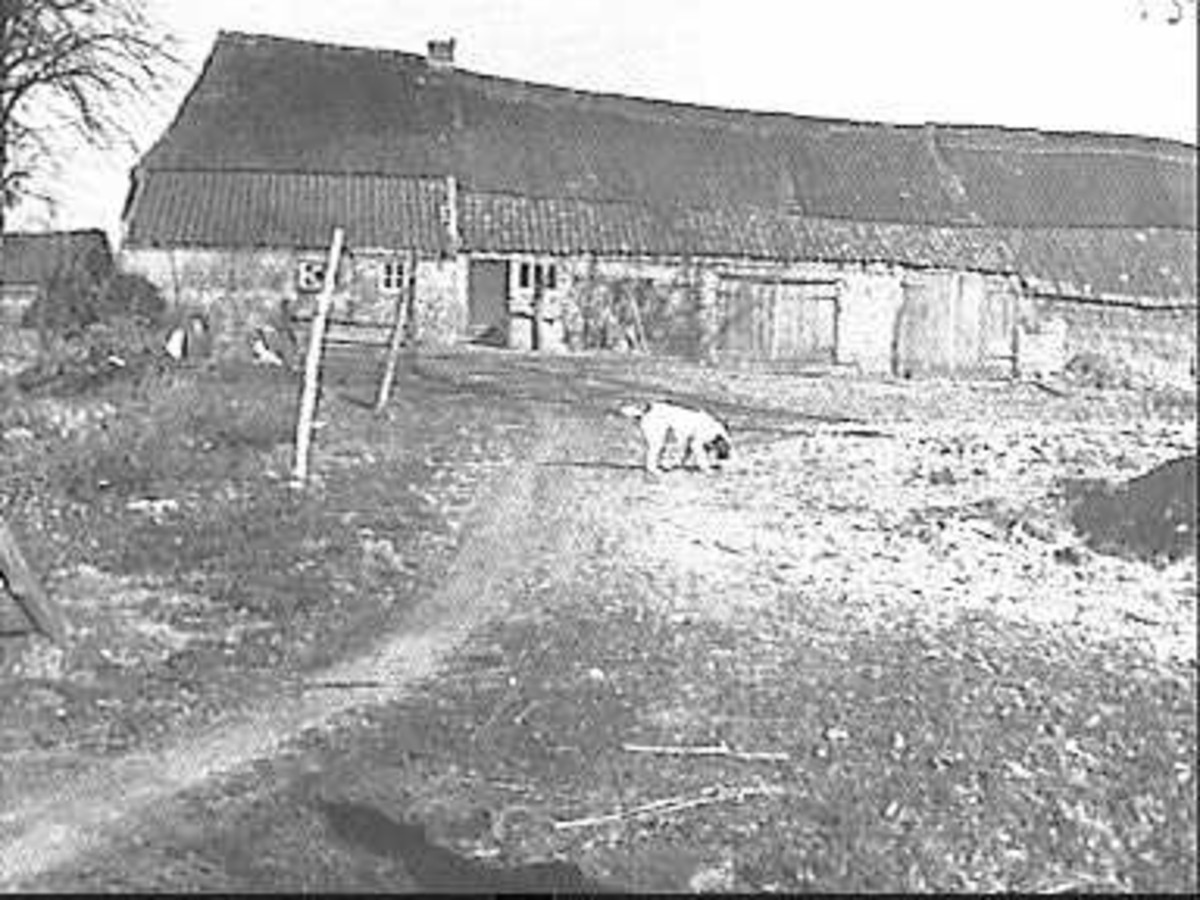
Voormalige boerderij te Vressel

Vressel is een buurtschap in de gemeente Meierijstad, gelegen nabij de Dommel, tussen Nijnsel en Breugel.
De naam: Vressel betekent: Oude woonplaats, waar sel staat voor sala, een grote schuur, in het bezit van een edele. Nijnsel betekent: Nieuwe woonplaats.
Vressel was een herdgang, met aan de ene kant de Vresselse Akkers, aan de andere zijde de Vresselse Heide, tegenwoordig het Vresselse Bos. De buurtschap was en is gegroepeerd langs een weg, de huidige Vresselseweg, die op de overgang van hoog en droog naar laag en nat loopt. De uitspanning Vresselse Hut te Vressel is gelegen nabij de gelijknamige natuurpoort. Hier starten wandelingen door het bos en door de Dommelvallei.